# Beit Jann
Beit Jann (arabisch بَيْتُ جَنّ, DMG Bayt Ǧann, hebräisch בֵּית גַ׳ן) ist ein Dorf mit 11.864 drusischen Einwohnern (Stand 2018) im Nordbezirk Israels. Es liegt etwa 15 Kilometer nordöstlich von Karmi’el und 10 Kilometer südlich der Grenze zum Libanon am Berg Meron in einer Höhe von 940 Metern über dem Meeresspiegel und ist damit die höchstgelegene Siedlung Israels. Der Ort liegt auf einem Bergsporn 210 Meter über dem Kesiv. Eine erste Erwähnung von Beit Jann ist in das 11. Jahrhundert datierbar. Die Lebensverhältnisse im Jahr 1955 beschreibt Erich Lüth nach einer Israelreise.

## Städtepartnerschaft
- Kfar Saba, Israel, seit 2006